# 原由樹夫
原 由樹夫（はら ゆきお、1952年11月21日 - ）は、岡山県出身の元ボートレーサー。

## 来歴
黒明良光が立ち上げた岡山支部所属の選手によるプロペラ研究グループである「イーグル会」には所属せず、「イレブン」グループに属し、後輩には田口節子がいた。
武田章・万谷章・石田栄章・古谷猛と共に「一般戦の鬼」で、往年のボート王国・岡山を支え、年齢を重ねても衰えることなく息の長い活躍が光った。通算では265回の優出で優勝は42回を数え、SGには全日本選手権競走に4回、総理大臣杯競走に2回、グランドチャンピオン決定戦競走に1回出場したが、GIの出場機会は少なく、優出が1回、優勝には届かなかった。
1997年の唐津ダービーでは10月8日の2日目1Rで勝利し、1998年の福岡ダービーでは最終日には2勝  を挙げ、1998年の丸亀総理杯では3月21日の5日目1Rでインから押し切ってシリーズ初白星を挙げた 。
1997年7月31日の児島GIII企業杯「ナカシマプロペラカップ」で林通・井川大作・原田順一を抑えて逃げ切り、2004年5月16日の丸亀一般戦「報知グリーンカップ」で山室展弘らを抜いて最後の優勝を飾る。
2015年1月21日の三国一般戦「むつき第2戦」が最後の優出となり、同年11月には引退を考えたが、家族から「お正月にみんなの顔を見てからにすれば」と言われて2016年1月に決める。
最後に出場した児島一般戦「第42回岡山県モーターボート選手権大会」では2年連続グランプリファイナリストの茅原悠紀ら若手強豪レーサーが集結した中、最年長でもある63歳の原は思い切ったコース取りを見せて予選を突破し、準優まで進出。現役最後のレースは同7日の最終日10R特別選抜B戦の2号艇で出場し、枠なり進入で2コースから差し切ってシリーズ4勝目を挙げ、通算2135勝目で締め括った。
「みんなに気を遣わせとうない」という強い希望で引退はごく一部の関係者にしか知らせておらず、レース後はピット内でささやかに水神祭が行われ、選手を代表して茅原も花束を贈呈。写真撮影時は「ヘルメットを持ってきて～」と叫ぶ原に応え、吉田拡郎が素早く駆け出し、仮面ライダー仕様のヘルメットを手渡す場面もあった。